# El escritor y sus fantasmas
El escritor y sus fantasmas es un ensayo escrito por Ernesto Sabato en 1963. 

## Temática
En esta obra, Ernesto Sabato expone sus ideas en lo referente a la escritura de ficciones y su finalidad, y a la construcción de una literatura nacional. Asimismo, realiza una crítica a escritores como Alain Robbe-Grillet, Nathalie Sarraute, Jorge Luis Borges y Jean Paul Sartre. 
En El escritor y sus fantasmas, Sabato también aborda cuestiones filosóficas, centrándose en la subjetividad humana, el racionalismo y el arte.